# دراگسل
دراگسِل (به مجاری:  Drágszél) یک شهرداری در مجارستان است که در ناحیه کالوچا واقع شده‌است. دراگسل ۱۲٫۵۹ کیلومتر مربع مساحت و ۳۹۸ نفر جمعیت دارد.